# Penstemon harbourii
Espèce
Penstemon harbourii  est une espèce de plantes de la famille des Plantaginacées, originaire d'Amérique du Nord. Elle est connue sous le nom de  Harbour’s Beardtongue en anglais.

## Description
Cette espèce est pérenne, native du Colorado et peut atteindre 20cm de hauteur. Les fleurs sont généralement de couleur violette.